# Stazione di Enfield Town
La stazione di Enfield Town è una stazione situata nel borgo londinese di Enfield. Capolinea della propria diramazione delle ferrovie della Valle del Lea, è servita ogni ora da due treni suburbani verso la stazione di Liverpool Street, distante 17 chilometri.